# تلخ أب (رودبار)
تلخ أب (بالفارسية: تلخ‌آب) هي منطقة سكنية تقع في إيران في سمنان.